# Comilla

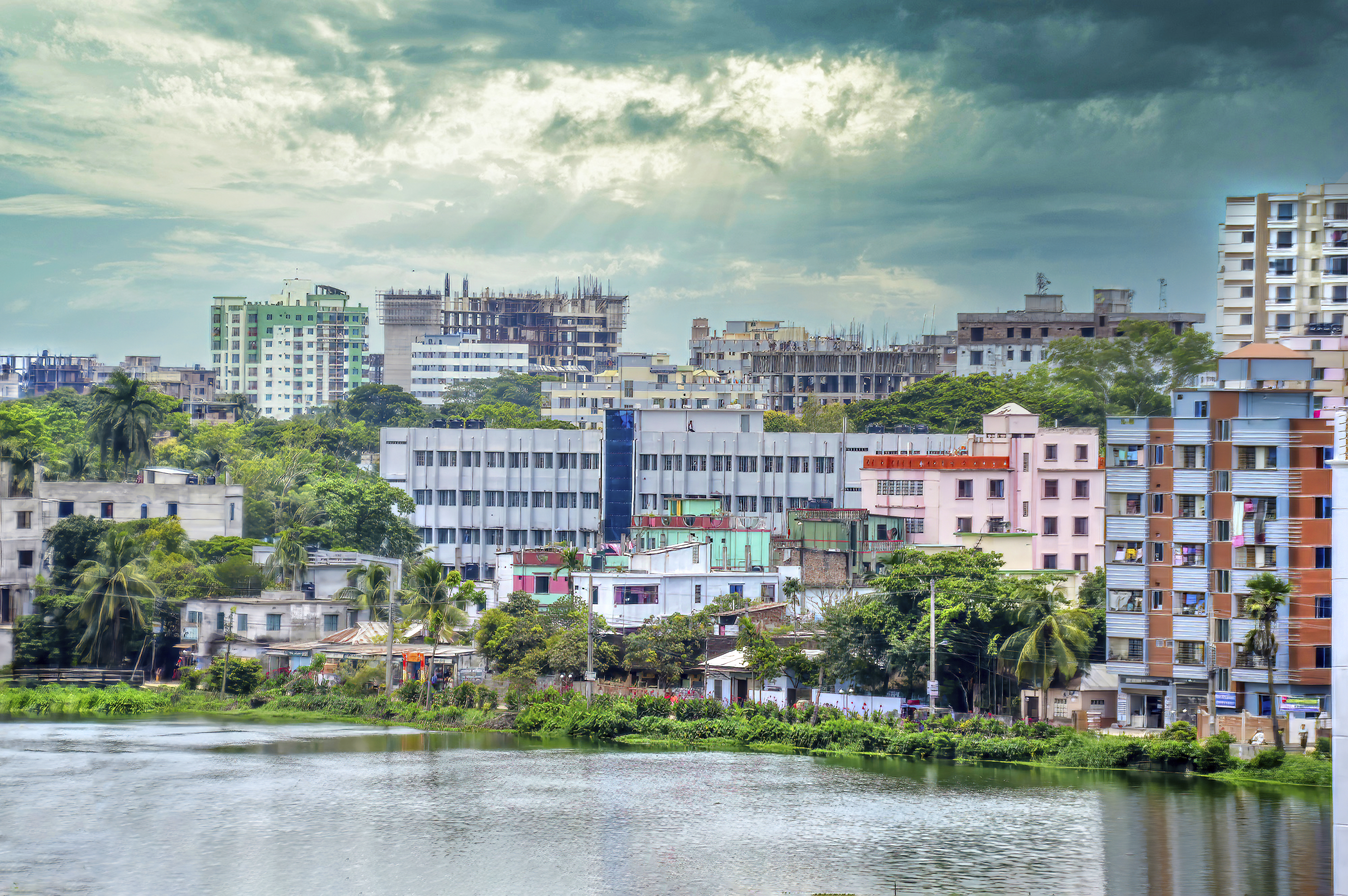

Comilla är en stad i östra Bangladesh och är belägen i provinsen Chittagong, nära gränsen mot Indien. Comilla blev en egen kommun 1864. Ett äldre namn på Comilla är Tippera. Den 10 juli 2011 slogs Comilla och den södra kommunen Comilla Sadar Dakshin ihop och bildade Comilla City Corporation. Dessa två kommuner hade totalt 339 133 invånare 2011.